# Service à la française

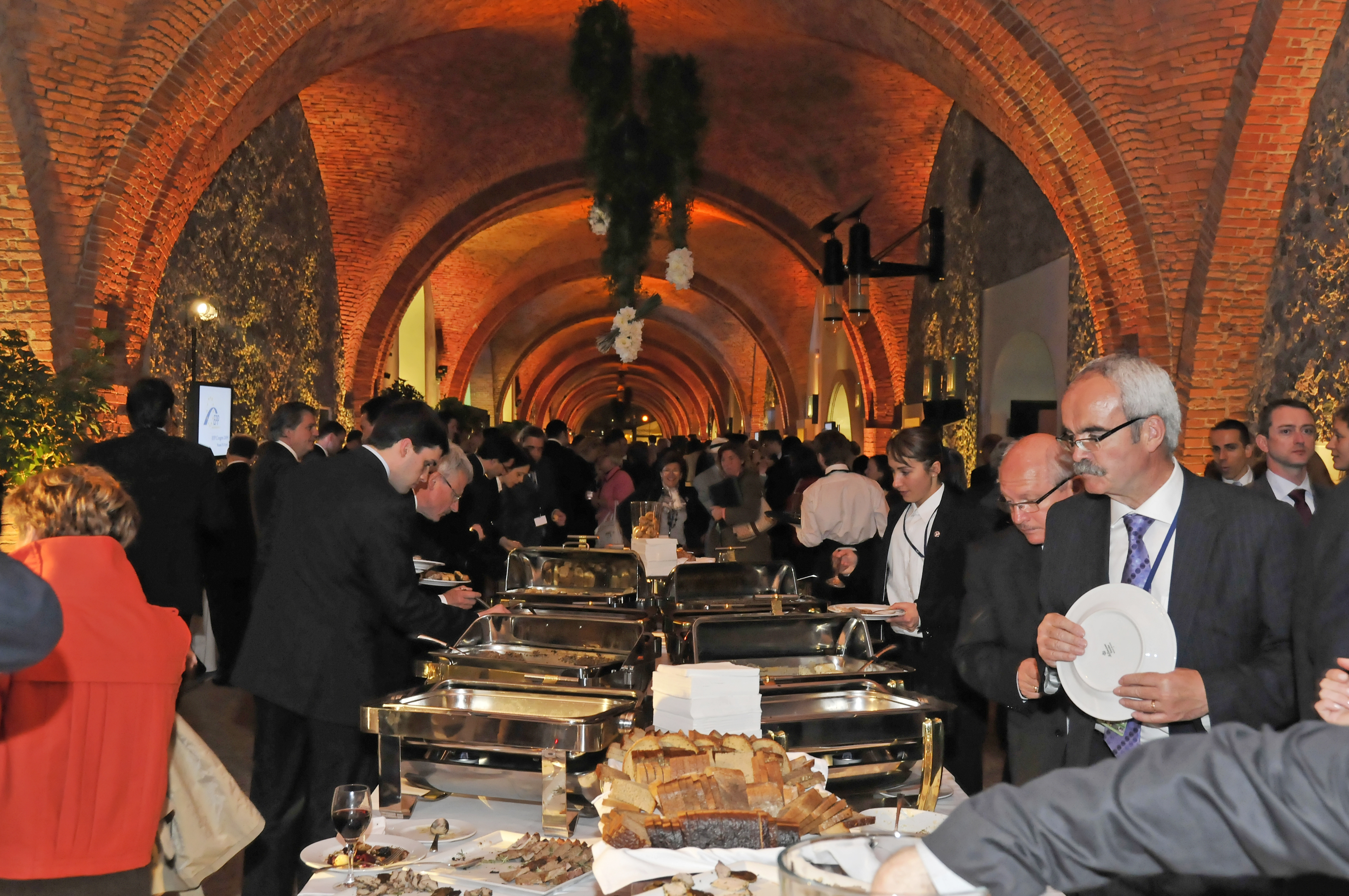
Állófogadás Varsóban

A service à la française (francia tálalási mód) az ünnepi étkezések étkeinek egyik tálalási rendje. Európában, a királyi udvarokban és főúri házakban a 19. századig az ételek tálalásának a módja volt. Lényege, hogy a felszolgált ételeket egyszerre helyezik el az asztalon.

## Története
A francia tálalási mód eredete az ókorig nyúlik vissza, már a római lakomák leírásából is ismert. Neve és európai elterjedése a francia királyi udvarhoz kötődik. A francia udvarban a királyi ebédek nyilvánosak voltak, és a palota étkezésre szolgáló termének karzatáról a meghívottak figyelemmel kísérhették az uralkodó étkezését. Az egyidőben felhalmozott ételek sokasága és változatossága az udvar fényét volt hivatott emelni.
A francia tálalási mód nagy hátránya, hogy alkalmazásakor lehetetlen biztosítani, hogy a különböző fogások a fogyasztásukhoz ideális hőmérsékleten kerüljenek  vendégek elé.
Csupán a 19. században szorult vissza, amikor Marie-Antoine Carême, Talleyrand főszakácsa a bécsi kongresszuson elsőnek alkalmazta a ma szokásos orosz tálalási módot (service à la russe), ahol az ételeket a menükártyán feltüntetett sorrendnek megfelelően, egyesével szolgálják fel.

## A service à la française napjainkban
A francia tálalási mód legismertebb változata napjainkban a büféasztalos étkeztetés. Ennek több formáját alkalmazzák:
- svédasztalos reggeli
- büféebéd vagy brunch
- állófogadás vagy ültetett állófogadás
- mediterrán országokban a tapas stílusú étkezések

A büféasztalos étkeztetés legnagyobb előnye, hogy kis felszolgálói személyzettel is nagy létszámú rendezvényeket lehet kiszolgálni. Gasztronómiai szempontból nagy hátránya, hogy az ételek optimális hőmérséklete nem biztosítható, ezért sokat veszíthetnek élvezeti értékükből.